# Svarttjärnen (Grundsunda socken, Ångermanland, 701907-165782)
Svarttjärnen är en sjö i Örnsköldsviks kommun i Ångermanland och ingår i Gideälven-Idbyåns kustområde.